# Bougival (dipinto)
Bougival è un dipinto di Maurice de Vlaminck realizzato nel 1905, durante il suo periodo come pittore fauve. L'opera, un olio su tela, è conservata al Dallas Museum of Art in Texas, Stati Uniti. L'opera ritrae un paesaggio della cittadina di Bougeval, il quadro fa parte di una serie di dipinti che il pittore dedica alla Senna e ai suoi dintorni.

## Descrizione

### Soggetto
Il dipinto ritrae il paesaggio di Bougival, un pittoresco villaggio situato lungo la Senna, vicino a Parigi. A differenza dell'opera Restaurant de la Machine à Bougival, che si concentra su un elemento architettonico specifico, questa tela è incentrata sulla vitalità del paesaggio naturale. Vlaminck suddivide la composizione in tre fasce, creando un equilibrio visivo che guida lo sguardo attraverso l’opera. Il primo piano è animato da colori caldi e vibranti di giallo, rosso e rosa che risaltano con energia. Il centro del dipinto è dominato da tonalità più scure di verde e blu, mentre lo sfondo, trattato con colori più morbidi, suggerisce profondità, con il fiume e il cielo che si fondono con l’ambiente circostante. Questa disposizione trasmette un senso di spazio vasto, pur mantenendo una forte concentrazione visiva nel primo piano.

### Caratteristiche
In questa composizione, Vlaminck cattura l'essenza di un paesaggio che rappresenta una fase fondamentale della sua evoluzione artistica, contraddistinta dall'uso di colori vivaci, pennellate energiche e un forte senso di espressione immediata.Bougival è un esempio lampante del Fauvismo di Vlaminck, dove il colore non è usato per riprodurre la realtà, ma per esprimere emozioni dirette e intense, le pennellate spesse e visibili contribuiscono a conferire un senso di movimento alla scena, mentre la natura non è semplicemente osservata, ma interpretata in maniera immediata e personale, mentre l'uso di colori puri e brillanti mostra una certa influenza da parte di Vincent van Gogh sull'artista, ma con una personalità e una forza visiva propria di Vlaminck.La composizione si ispira anche alla tradizione della pittura paesaggistica classica francese, in particolare a Paul Cézanne. La divisione in tre zone del paesaggio (il primo piano, il centro e lo sfondo) crea una sensazione di profondità, ma la libertà espressiva del Fauvismo dà a questa struttura un carattere del tutto originale. La fusione di questi approcci contrapposti dà vita a una visione emotiva e personale di Bougival.

### Significato
Essendo non soltanto una rappresentazione di un paesaggio, Bougival è un mezzo attraverso il quale Vlaminck esprime il suo coinvolgimento emotivo con la natura, con le pennellate energiche e colori vivaci viene catturata l'essenza del luogo e l'immediato impatto emotivo dell'artista. Il paesaggio non è solo visto, ma vissuto e trasformato in un'esperienza sensoriale, un modo per liberarsi dalle convenzioni artistiche tradizionali e presentare una visione del mondo più libera e personale.Con Bougival, Vlaminck non si limita a riprodurre un angolo di natura o un paesaggio ma trasforma l'opera in una visione che va oltre la semplice rappresentazione visiva. La Senna, gli alberi e il cielo diventano simboli di una risposta viscerale ed emotiva dell'artista alla natura, creando un'esperienza che coinvolge lo spettatore a un livello profondo e immediato. 